# لي جونغ (متزلج صدري)
لي جونغ (هانغل: 이용) هو متزلج صدري كوري جنوبي، ولد في 23 يونيو 1978.

## وصلات خارجية
- لي جونغ على موقع IBSF (الإنجليزية)
- لي جونغ على موقع FIL (الإنجليزية)
- لي جونغ على موقع اللجنة الأولمبية الدولية (الإنجليزية)
- لي جونغ على موقع أوليمبيديا (الإنجليزية)